# یادمان شهدای گمنام قزوین

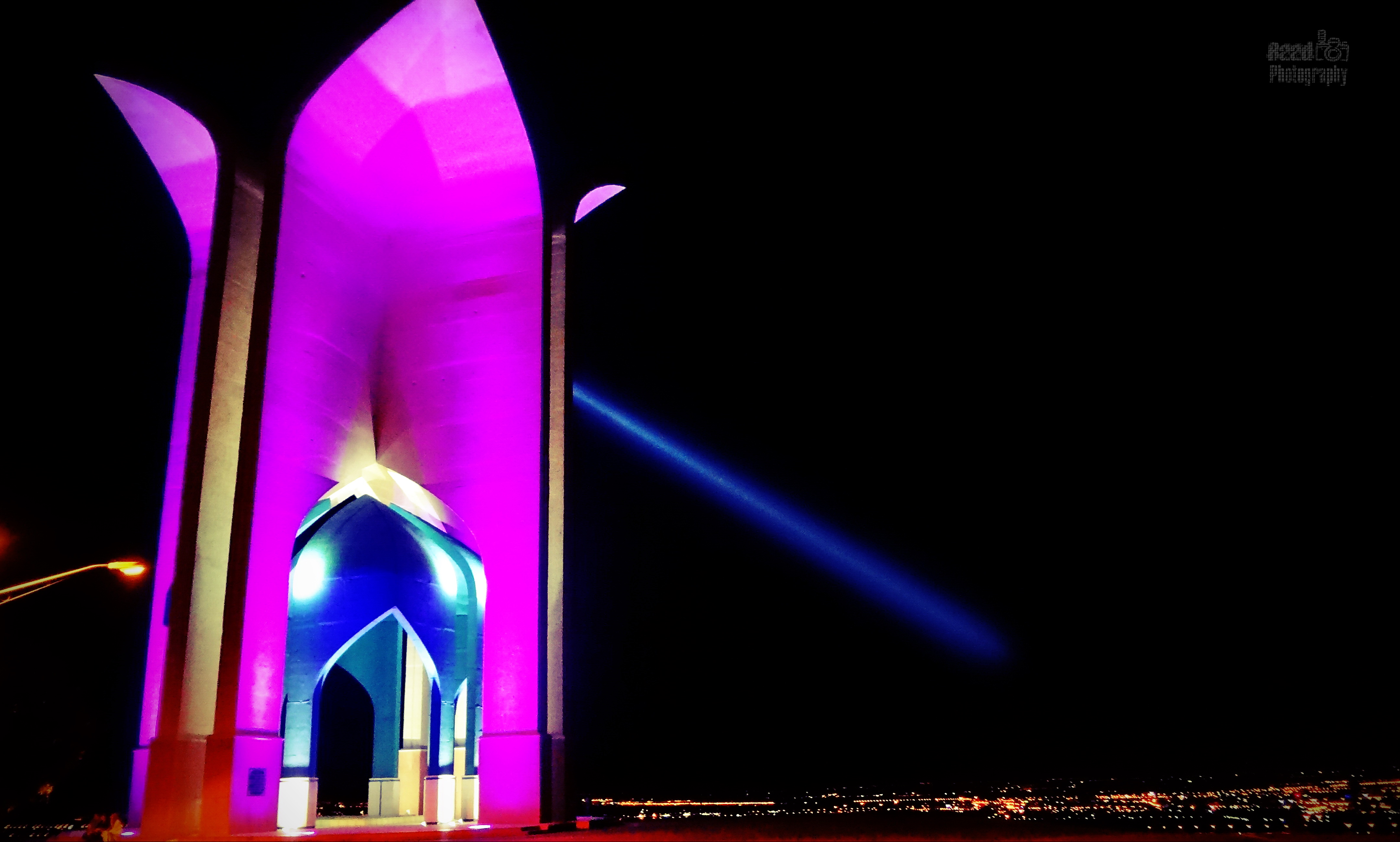
مقبره شهدای گمنام بوستان باراجین

یادمان شهدای گمنام قزوین نام بلندترین سازه ساخته شده در ایران با کاربری آرامگاه در منطقه بوستان باراجین شهر قزوین است. این سازه بر روی آرامگاه ۸ کشته‌شده جنگ ایران و عراق ساخته شده است.

## معماری
این سازه از دو بخش داخلی و بیرونی تشکیل شده است. قسمت بیرونی سازه با ارتفاع ۳۶ متر، این بنا را تبدیل به بزرگ‌ترین آرامگاه در ایران کرده است. قسمت داخلی سازه نیز ۱۵ متر ارتفاع دارد. این بنا دارای دو چهار طاق بزرگ داخلی و خارجی جمعاً هشت طاق به یاد جنگ ۸ ساله و تعداد ۸ قبر آرامگاه است. ساخت این بنا از سال ۱۳۸۷ آغاز و در ۲۲ اسفند ۱۳۹۲ به مدت ۵ سال به طول انجامید؛ و برای ساخت آن ۲۰ میلیارد ریال هزینه شده است.

## ساختار فنی
این یادمان بر روی مرتفع‌ترین منطقه بوستان جنگلی باراجین بنا شده است. جنس سازه بتنی است و برای فونداسیون آن از شمع کوبی عمیق استفاده شده است، جنس ازاره پایه‌ها از سنگ مصنوعی و نمای سازه نیز از سنگ است.